# 滨河托拉尔瓦
滨河托拉尔瓦（西班牙語：Torralba del Río）是西班牙纳瓦拉的一个市镇。总面积18平方公里，总人口151人（2001年），人口密度8人/平方公里。